# Güterstrasse 4–10

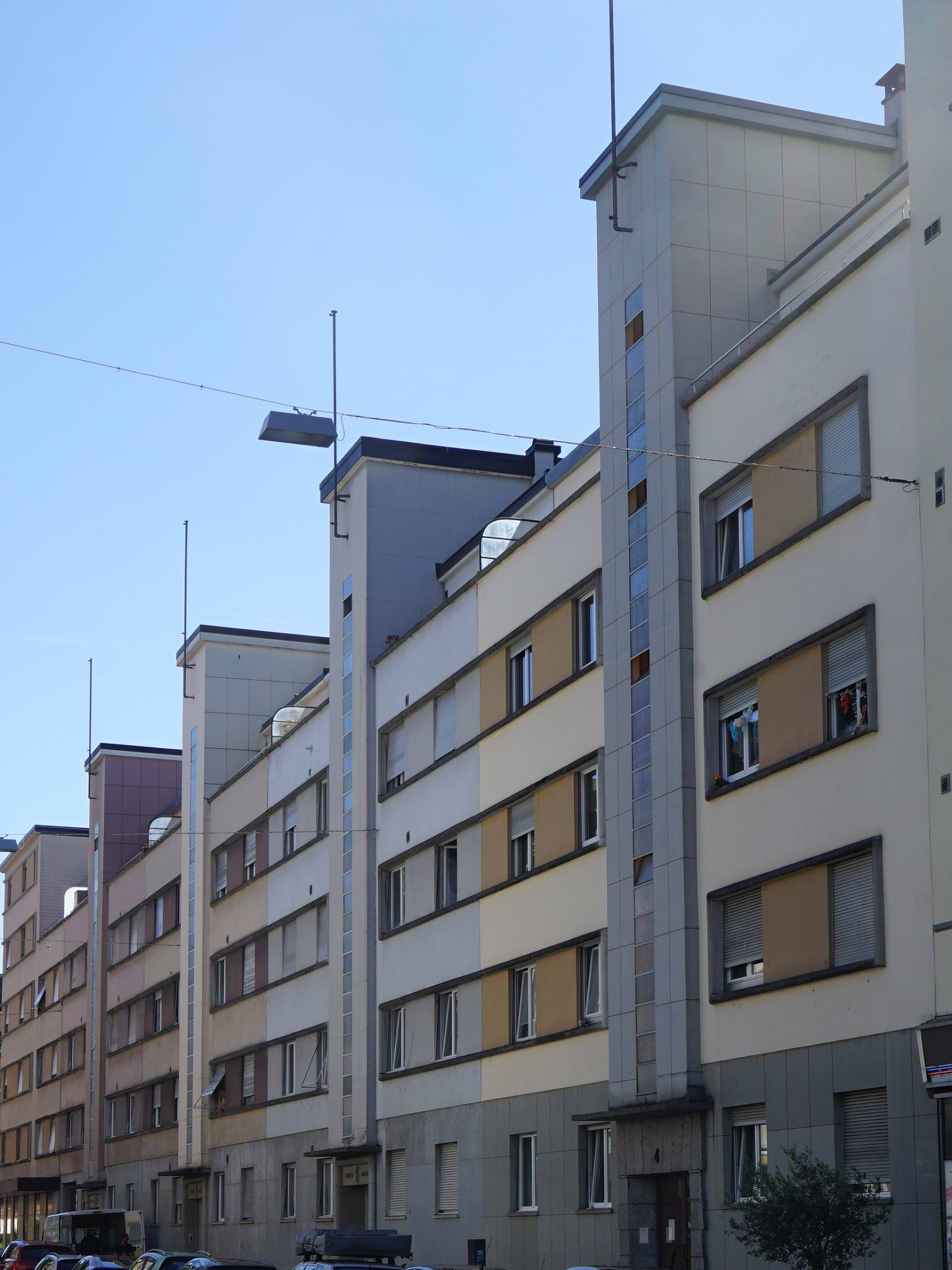
Güterstrasse 4–12 (ganz links, 2022)

Das vier Mehrfamilienhäuser Güterstrasse 4–10 sind ein Ensemble gleicher Bauten in Biel (französisch Bienne) im Kanton Bern in der Schweiz. Sie wurden von 1943 bis 1944 errichtet. Die Bauwerke der «Bieler Moderne» wurden 2011 unter Denkmalschutz gestellt.

## Lage
Die Bauwerke befindet sich im Quartier Neustadt Süd (Nouvelle ville sud) südlich der Schüss. Sie sind Teil der «Baugruppe T» (Bahnhofquartier) und liegen an der Güterstrasse (Nummer «4–10»). Der Block belegt fast die gesamte Breite des Carrés. Der ebenfalls unter Schutz gestellte Kopfbau von 1930 (Nummer «2») liegt dem «Hotel Elite» gegenüber. Der abschliessende Bau im Süden stammt aus dem Jahr 1947. Das Bahnhofquartier gilt mit einheitlich geplanten Strassenzügen in der Schweiz als «einzigartig».

## Geschichte

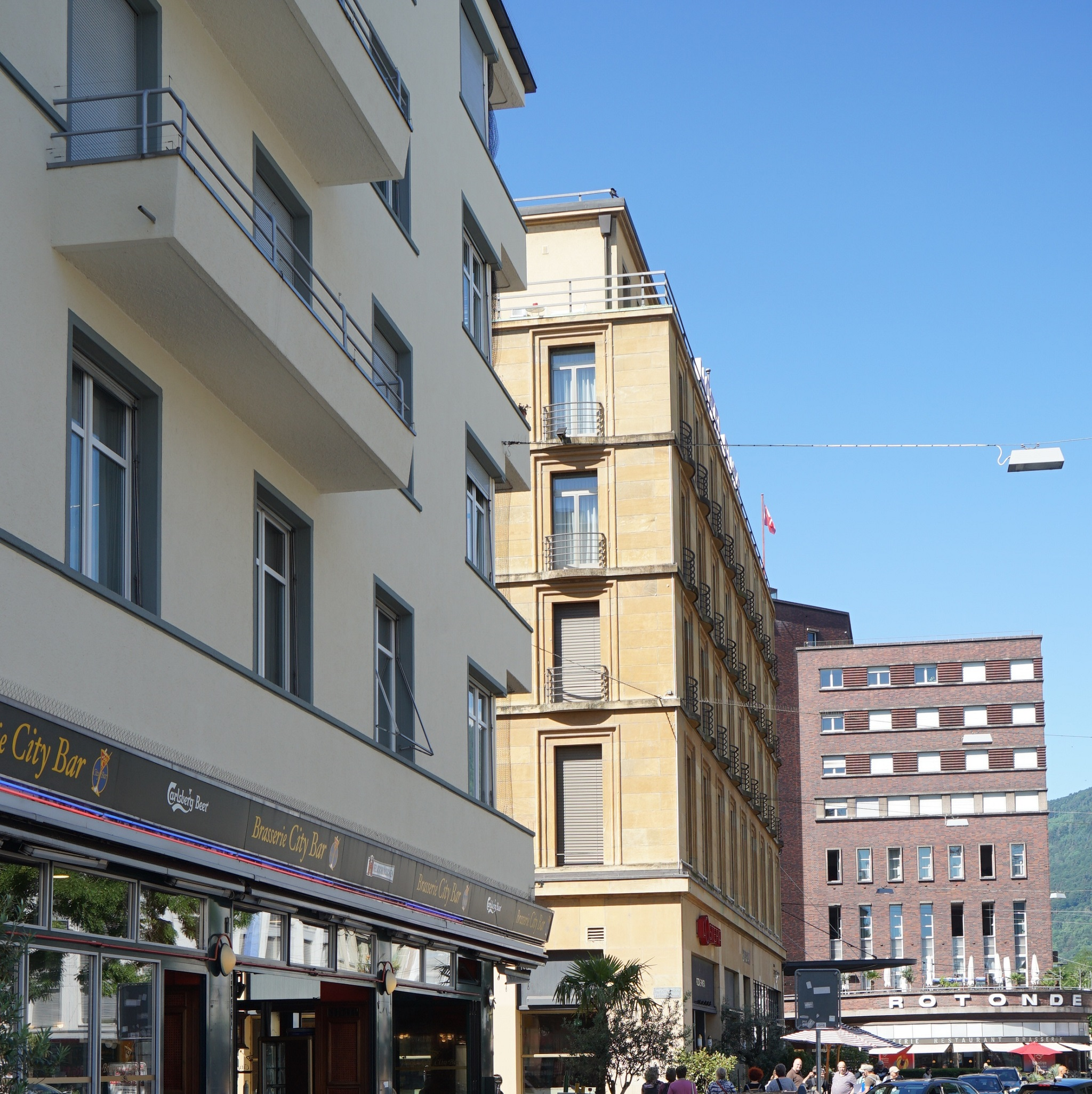
Güterstrasse 2, Hotel Elite und Volkshaus (2022)

In den Jahren 1927 bis 1948 wurde das «Bahnhofquartier» nördlich des Bahnhofs geschlossen nach Bauvorschriften des Neuen Bauens errichtet. Die vier Treppenhaustürme setzen mit «auffälligen Viertakt» vertikale Akzente.
Das Gebäude wurde 2003 rechtswirksam im Bauinventar des Kantons als «schützenswert» verzeichnet und mit Vertrag vom 22. Juli 2011 unter Schutz gestellt. Unterschiedliche Renovationen der Besitzer gefährden das einheitliche und «einprägsame Erscheinungsbild». Kulturgüter-Objekte der «Kategorie C» wurden (Stand: Juli 2022) noch nicht veröffentlicht.

## Belege
1. ↑  Jeweils gerade Hausnummern von 4 bis 10.
2. 1 2 3 4  Denkmalpflege des Kantons Bern: Biel/Bienne, Güterstrasse 4. (PDF; 144 kB) In: Bauinventar des Kantons Bern. Kanton Bern, abgerufen am 12. August 2022 (Einstufung erhaltenswert).

Koordinaten: 47° 8′ 4,9″ N, 7° 14′ 44,3″ O; CH1903: 585358 / 220432